# Traite des Slaves
La traite des Slaves est le commerce organisé de Slaves réduits en servitude et déportés, le plus souvent à travers l'Europe. Ce trafic a duré plusieurs siècles au cours du Moyen Âge. Il a pris une telle ampleur que le nom des Slaves est devenu le nom même de l'esclave.

## L'esclavage chez les Slaves
Les Slaves anciens avaient eux-mêmes des esclaves, qui étaient soit des prisonniers de guerre, soit des paysans endettés réduits en servitude. Cette servitude était souvent temporaire, selon le pseudo-Maurice qui précise : « Les Slaves ne réduisent pas leurs prisonniers au même type d'esclavage que les autres peuples. Ils ne les gardent pas pendant un temps illimité, et leur proposent le choix suivant : ils peuvent revenir chez eux moyennant une rançon, ou bien rester esclaves quelque temps avant de se retrouver libres et amis ». Ce témoignage remonte au VIIe siècle.

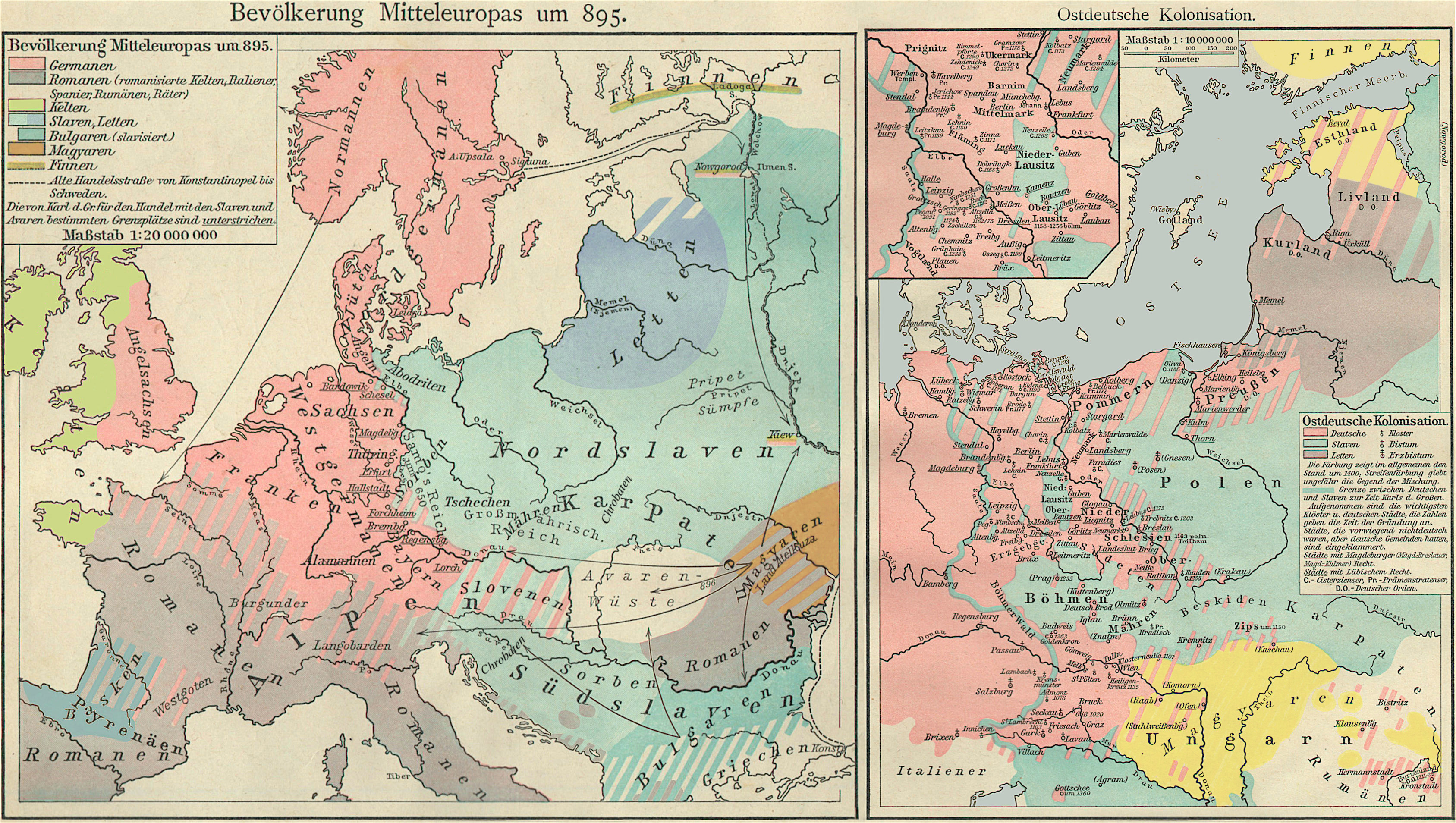
Monde germanique, roman et chrétien (Ouest, en rose et violet) et monde slave (Est, en bleu) : tant que les Slaves restèrent païens, ils furent soumis aux raids esclavagistes des royaumes occidentaux chrétiens et des califats musulmans, où l'asservissement d'un coreligionnaire était découragé, alors que celui d'un « païen » était toléré.

## Les Slaves réduits en esclavage
Du VIIe siècle au XIIe siècle, des centaines de milliers de Slaves ont été vendus et déportés par des marchands varègues, tarakans, francs, hispaniques, khazars, mizrahites ou radhanites, tant vers le monde chrétien que vers le monde musulman. L'ampleur de ce trafic aboutit à une substitution de mots dans les langues européennes ; les vocables désignant l'homme réduit en servitude (latin servus, mancipium ; grec δοῦλος ; vieil-anglais þeów...) sont remplacés par le nom même des Slaves, qui aboutit à slave (anglais moderne), slaaf (néerlandais), Sklave (allemand), schiavo (italien), esclau (catalan), esclave (français), σκλάβος (grec moderne). Francis Conte note « le nom d'une ethnie est devenu très rapidement synonyme de peuple asservi, pour l'ensemble des pays européens », et il souligne « la force d'expansion considérable »  du mot sclavus : païens, « les Slaves étant considérés au Moyen Âge comme les esclaves par excellence ». En 939, un diplôme du roi de Francie orientale Otton Ier utilise le mot sclavus dans ce nouveau sens.

## Les routes de l'esclavage
Une route empruntée par la traite des Slaves partait de la Baltique et de la Bohême pour aller jusqu'à Verdun, puis Lyon, Arles et Narbonne. À Verdun, de nombreux Slaves étaient castrés. Selon l'historien arabe Ibrahim al-Qarawi « Les Francs sont voisins des Slaves. Ils font ceux-ci prisonniers à la guerre et les vendent en Espagne où il en arrive beaucoup. Ils sont châtrés. Ces castrats sont exportés d'Espagne dans tous les autres pays du monde musulman ». Selon Francis Conte, l'empire byzantin s'est mis au Xe siècle à acheter ces eunuques slaves en Occident, pour les revendre aux Arabes du Proche-Orient chez lesquels ils étaient très prisés ; la route de l'esclavage, de Cordoue à Bagdad, longeait la côte méditerranéenne par Tortosa et passait par Narbonne vers Marseille, où la « marchandise humaine » était embarquée vers Tripoli, Beyrouth, Acre et Jaffa.
La victoire remportée en 929 par Henri Ier l'Oiseleur à Lenzen inaugure la poussée allemande vers l'Est, au détriment des Slaves qui vont alimenter les convois d'esclaves vers l'Espagne musulmane : selon Francis Conte « les esclaves slaves forment l'article d'exportation le plus important de l'Occident vers le monde islamique d'Espagne, en particulier entre l'Allemagne et le califat de Cordoue ». Une voie orientée en sens contraire remontait à travers la Francie jusqu'à Verdun, Mayence, Ratisbonne, Prague, Cracovie, Przemysl et Kiev, pour rejoindre l'émirat de Bolgar sur la Volga. Au IXe siècle les Khazars et les Bulgares de la Volga avaient fait de Bolgar et d'Astrakhan des plaques tournantes du commerce des esclaves.

## LesSaqalibaen Espagne
Sous le règne du calife Abd al-Rahman III (912-961), le nombre d'esclaves slaves (Saqaliba) dans la ville de Cordoue passe de 3 750 à 13 750. Le seul palais de Madinat al-Zahra en compte plus de trois mille à la fin du règne. De nombreux Saqaliba seront affranchis et vont jouer un rôle grandissant sous le califat d'Al-Hakam II (961-976). Lors de la désintégration du califat omeyyade de Cordoue, deux émirats slaves verront le jour, à Dénia et Almeria, au temps des royaumes de taïfas.

## Durée
Charles Verlinden cite des ventes d'esclaves qualifiés de « Russes », surtout des adolescentes et des femmes, à des Marseillais, des Montpelliérains et des Perpignanais, entre 1382 et 1466. Ces femmes coûtent en général le double des hommes, et de 80 % à 100 % plus cher que les captives tatares.
Le khanat de Crimée pratiquait la traite à grande échelle : environ 10 000 captifs de Russie, de Pologne-Lituanie et le Moldavie chaque année, selon une estimation, soit deux millions d'esclaves entre 1500 et 1700. Ce trafic est aboli par la Russie juste après son annexion de la Crimée en 1783. Le dernier peuple guerrier des steppes à pratiquer l'esclavage des Slaves, pour les revendre aux Ottomans, est celui des Circassiens, au nord du Caucase, jusqu'en 1864 lorsque l'Empire russe mit fin à leur indépendance et en chassa un grand nombre vers l'Empire ottoman,.   